# Valentin Mankin
Valentin Mankin (né le 19 août 1938 et mort le 1er juin 2014 en Italie) est un skipper ukrainien ayant concouru pour l'Union soviétique à quatre reprises aux Jeux olympiques. Aux Jeux olympiques d'été de 1968, il participe à l'épreuve de finn et remporte le titre olympique. Aux Jeux olympiques d'été de 1972, il remporte également le titre en participant à l'épreuve des tempest. Dans la même épreuve, lors des Jeux olympiques d'été de 1976, il remporte la médaille d'argent. Enfin, lors des Jeux olympiques d'été de 1980, il remporte à nouveau le titre olympique, cette fois-ci en participant à l'épreuve des star.

## Palmarès

### Jeux olympiques
- Jeux olympiques de 1968 à Mexico,  Mexique
  -  Médaille d'or.

- Jeux olympiques de 1972 à Munich,  Allemagne
  -  Médaille d'or.

- Jeux olympiques de 1976 à Montréal,  Canada
  -  Médaille d'argent.

- Jeux olympiques de 1980 à Moscou,  Union soviétique
  -  Médaille d'or.